# Adenauerplatz (Bielefeld)
Der Adenauerplatz ist ein zentraler Platz und Verkehrsknotenpunkt in der Stadt Bielefeld in Nordrhein-Westfalen.

## Geschichte
Im Mittelalter stand hier, nahe der engsten Stelle des Bielefelder Passes, das Nebelstor, welches Bestandteil der Stadtbefestigung war. In der Zeit des Wiederaufbaus nach dem Zweiten Weltkrieg folgte man in diesem Bereich dem Leitbild einer Autogerechten Stadt und fokussierte eine vor allem dem PKW-Verkehr gerecht werdende Planung. Durch seine geographische Lage und die entsprechenden Planungen hat sich der Adenauerplatz zu einem Verkehrsknotenpunkt Bielefelds entwickelt. Benannt ist der Platz nach dem ehemaligen deutschen Bundeskanzler Konrad Adenauer. Heute haben hier vor allem Kanzleien und Wirtschaftsprüfer ihren Sitz.

## Bebauung
Direkt am Adenauerplatz befinden sich die Kunsthalle Bielefeld sowie seit 2006 gebaute Bürogebäude, unter anderem das 360°-Haus. In der Mitte des Platzes ist eine Normaluhr zu finden. Ebenso befindet sich auf dem Platz die oberirdische Stadtbahnhaltestelle Adenauerplatz. Vor der Kunsthalle und damit am Nordostrand des Platzes befindet sich seit 1989 die Skulptur Axis von Richard Serra.

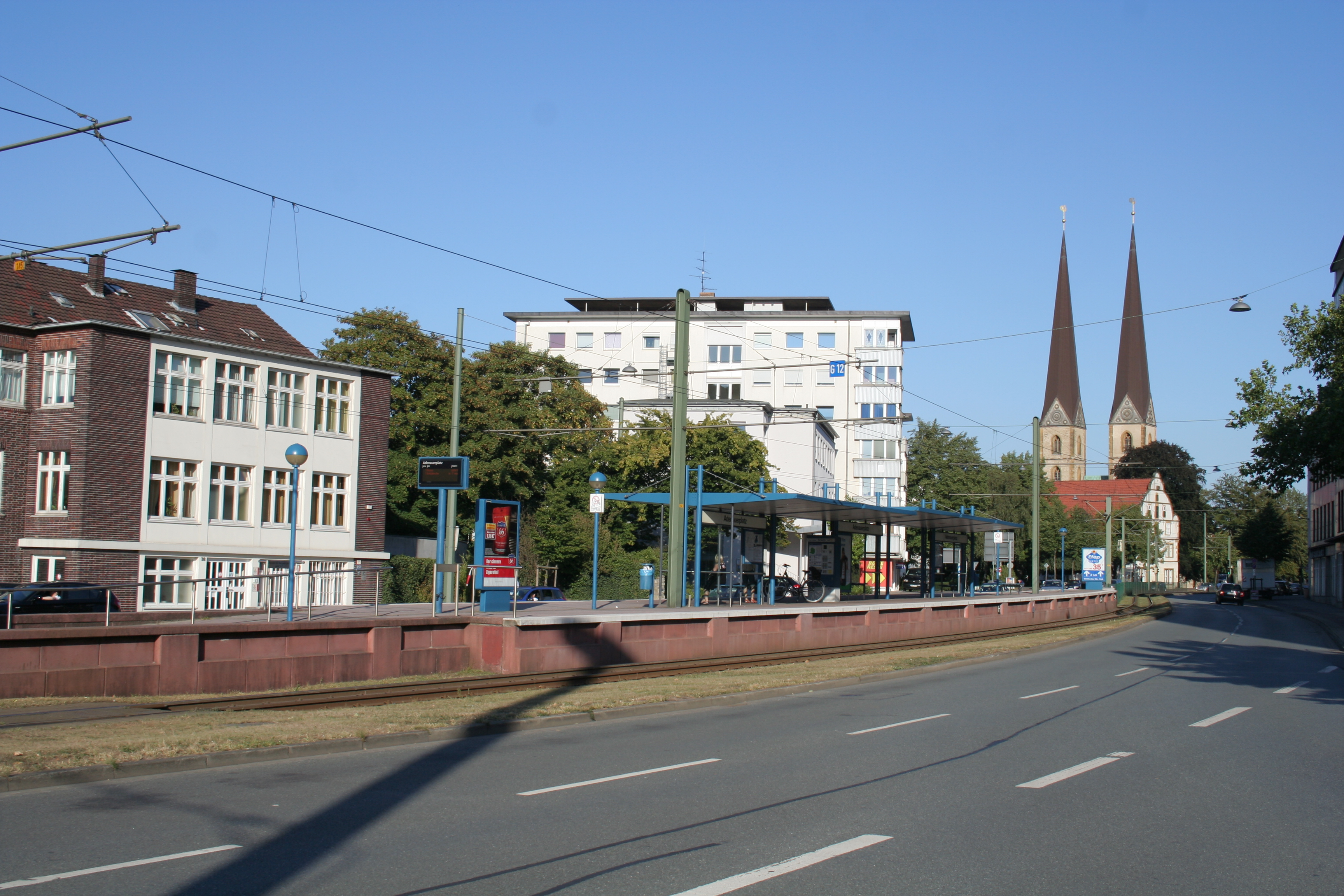
Stadtbahnhaltestelle Adenauerplatz

## Anbindung
Der Adenauerplatz ist mit der Stadtbahnlinie 1 und mehreren Stadtbuslinien erreichbar. Es treffen dort auch die vierspurigen Straßen Arthur-Ladebeck-Straße, Kreuzstraße und die Auffahrt zum Ostwestfalendamm aufeinander.